# Służba informacji powietrznej
Służba Informacji Powietrznej (Flight Information Service) – ma za zadanie zapewnienie załogom statków powietrznych wszelkich potrzebnych informacji oraz wskazówek dla sprawnego i bezpiecznego wykonania operacji lotniczej. Do tego celu wykorzystywana jest dwukierunkowa łączność radiowa, a w określonych przypadkach zobrazowanie radarowe.
W polskiej przestrzeni powietrznej służbę informacji powietrznej zapewniają informatorzy FIS/RIS – w przestrzeni klasy G (niekontrolowana) w przedziale wysokości GND-FL095 (około 2900 m AMSL). Tam gdzie pozwala na to zasięg przy użyciu środków zobrazowania radarowego (Radar Information Service). Przestrzeń odpowiedzialności FIS została podzielona w Polsce na pięć sektorów:
- Warszawa (128,575 MHz – zachodnia część sektora, 119,450 MHz – wschodnia część sektora)
- Poznań (126,300 MHz)
- Gdańsk (127,150 MHz)
- Kraków (119,275 MHz – zachodnia część sektora, 119,950 MHz – wschodnia część sektora)

Służba informacji powietrznej zapewnia następujące informacje:
1. informacje SIGMET i AIRMET,
2. informacje dotyczące przederupcyjnej aktywności wulkanicznej, erupcji wulkanicznej i chmur popiołów wulkanicznych,
3. informacje dotyczące przedostania się do atmosfery materiałów radioaktywnych lub toksycznych chemikaliów,
4. informacje o zmianach dotyczących dostępności służby radionawigacji,
5. informacje o zmianach stanu lotnisk i ich urządzeń wraz z informacją o stanie pól ruchu naziemnego, gdy są one pokryte śniegiem, lodem lub znaczną warstwą wody,
6. informacje o balonach wolnych bezzałogowych,

oraz inne informacje mogące mieć wpływ na bezpieczeństwo.
W swojej przestrzeni odpowiedzialności Informatorzy FIS zapewniają także Służbę Alarmową.
1. Kontrolerzy Ruchu Lotniczego – w przestrzeni klasy C (kontrolowana) w przedziale wysokości FL095-FL660 oraz w innych segmentach przestrzeni kontrolowanej (CTR, TMA).
2. Informatorzy AFIS (Aerodrome Flight Information Service) – w Strefach Ruchu Lotniskowego (ATZ).

W przestrzeń klasy G piloci nie mają obowiązku nawiązywania łączności radiowej z FIS (wyjątek stanowi tu strefa RMZ lotniska Okęcie).